# Cerkiew Kazańskiej Ikony Matki Bożej w Suchawie
Cerkiew Kazańskiej Ikony Matki Bożej w Suchawie – dawna prawosławna cerkiew w Suchawie, od lat 70. XX wieku należąca do Kościoła rzymskokatolickiego. 

## Historia
Budynek został wzniesiony w stylu bizantyńsko-rosyjskim w latach 1909–1913. Inicjatorem jego budowy był arcybiskup chełmski Eulogiusz, zaś autorem projektu – Aleksandr Puring. Według tego samego projektu w eparchii chełmskiej zbudowano także cerkwie w Dubience i w Grodysławicach (obie wyświęcone w 1909).
Cerkiew była siedzibą parafii prawosławnej także w okresie międzywojennym. Po wywiezieniu miejscowej ludności ukraińskiej wyznania prawosławnego do ZSRR w latach 1944–1945 obiekt został zaadaptowany na spichlerz. Pojawił się nawet projekt całkowitego zburzenia cerkwi, czemu skutecznie przeciwstawił się metropolita warszawski i całej Polski Makary. Następnie Polski Autokefaliczny Kościół Prawosławny zrzekł się praw do budynku, przekazując go Kościołowi katolickiemu. Obiekt służy jako kaplica filialna parafii Najświętszego Serca Jezusowego we Włodawie. W swojej architekturze zachował cechy typowe dla rosyjskiego budownictwa cerkiewnego. 
Kaplica została poważnie uszkodzona 12 lipca 2012 wskutek pożaru wywołanego uderzeniem pioruna. Z budynku uratowano nieliczne elementy wyposażenia. 
14 lipca 2013 r. w odprawiono pierwszą mszę świętą w odbudowanej kaplicy w Suchawie. Po pożarze nie odbudowano siedmiu cebulastych kopuł, które pierwotnie wieńczyły budynek, zastępując je jedną o prostszej konstrukcji.
W sąsiedztwie byłej cerkwi zachował się zabytkowy cmentarz prawosławny.